# Suragina coomani
Suragina coomani är en tvåvingeart som först beskrevs av Seguy 1946.  Suragina coomani ingår i släktet Suragina och familjen bäckflugor.
Artens utbredningsområde är Vietnam. Inga underarter finns listade i Catalogue of Life.